# Celní a pohraniční stráž USA
Celní a pohraniční stráž USA (anglicky U.S. Customs and Border Protection) je federální policejní složka podřízená ministerstvu vnitřní bezpečnosti USA.

## Funkce
Celní a pohraniční stráž zaměstnává více než 58 000 pracovníků, včetně důstojníků a agentů, specialistů na zemědělství, pilotů letadel, obchodních specialistů, podpůrného personálu misí a psovodů.
- Více než 21 180 důstojníků kontroluje a zkoumá cestující a náklad ve 328 vstupních bodech.
- Více než 2 200 zemědělských specialistů pracuje na omezení šíření škodlivých škůdců a chorob rostlin a zvířat, které mohou poškodit americké zemědělství.
- Více než 21 370 agentů pohraniční stráže chrání a hlídá více než 3 tisíce km hranice s Mexikem a 8 tisíc km hranice s Kanadou.
- Téměř 1 050 leteckých a námořních agentů brání lidem, zbraním, narkotikům a dopravním prostředkům v nelegálním vstupu v přístavech a na letištích.
- Téměř 2 500 zaměstnanců na výběrčích pozicích přinese ročně do federálního rozpočtu více než 30 miliard dolarů na vstupních clech a daních prostřednictvím prosazování obchodních a celních zákonů. Tito zaměstnanci navíc oceňují a klasifikují dovážené zboží.

## Galerie

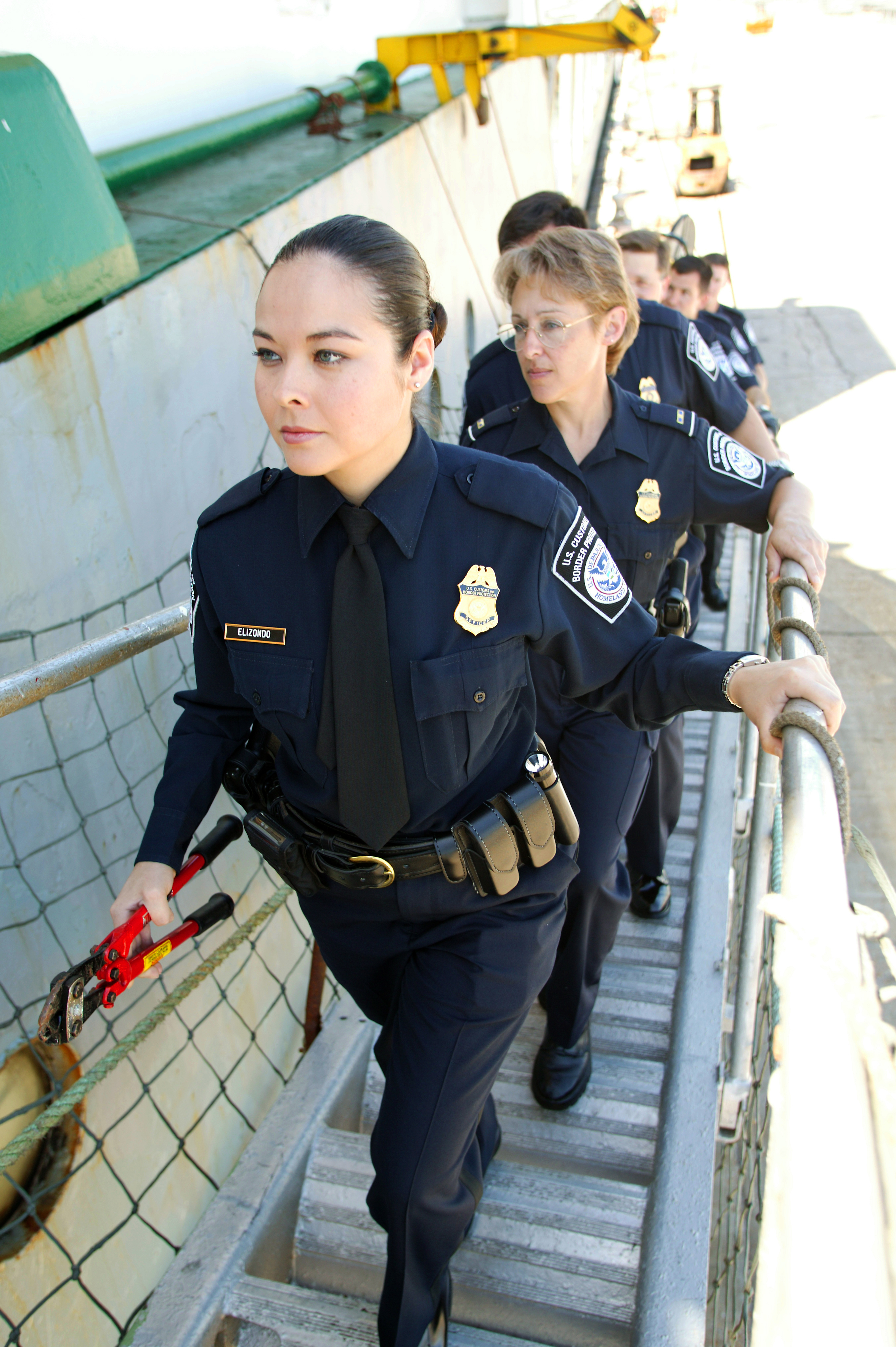
Pracovnice Celní a pohraniční stráže při kontrole lodi
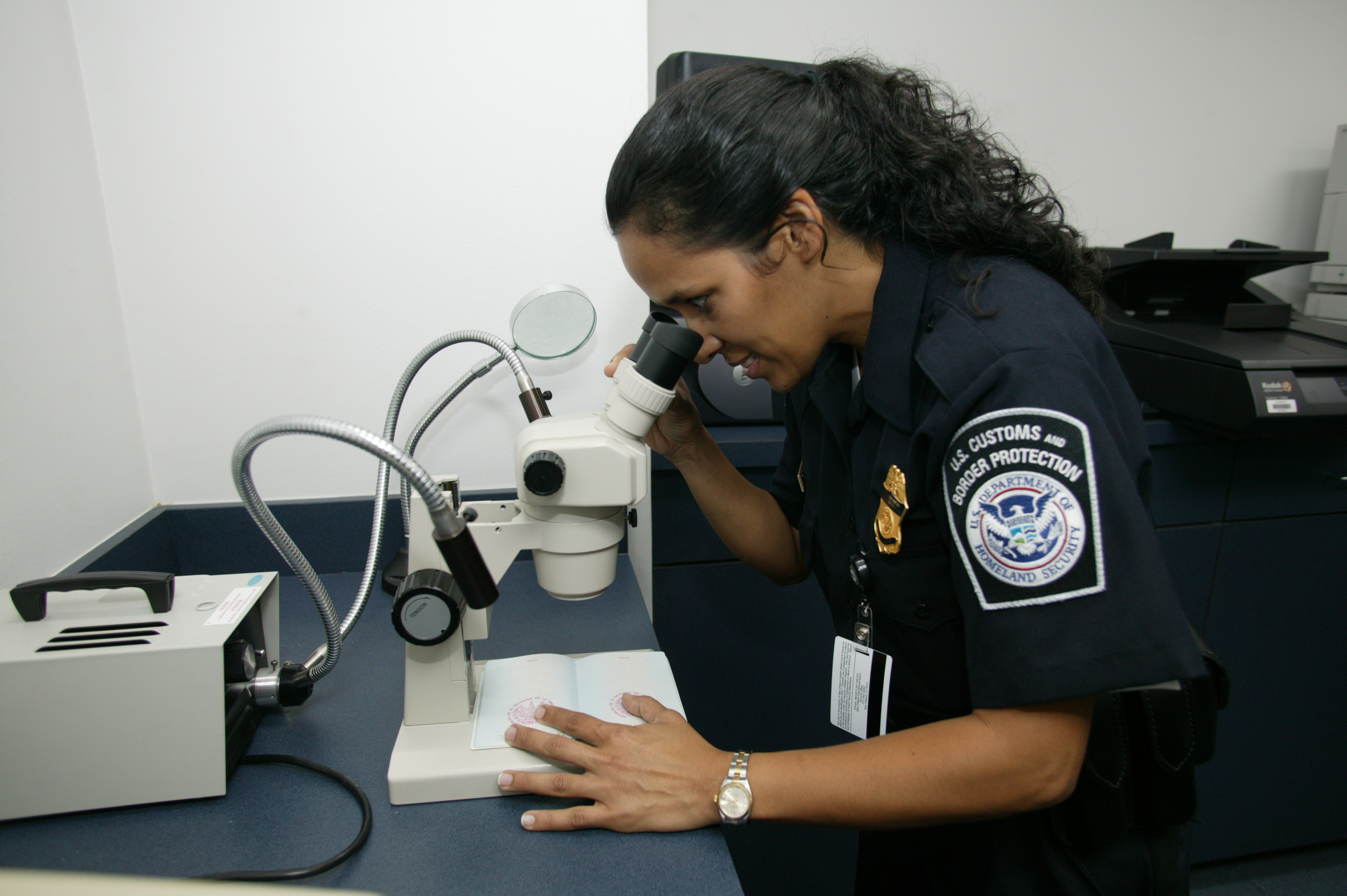
Pracovnice Celní a pohraniční stráže při kontrole na mezinárodním letišti
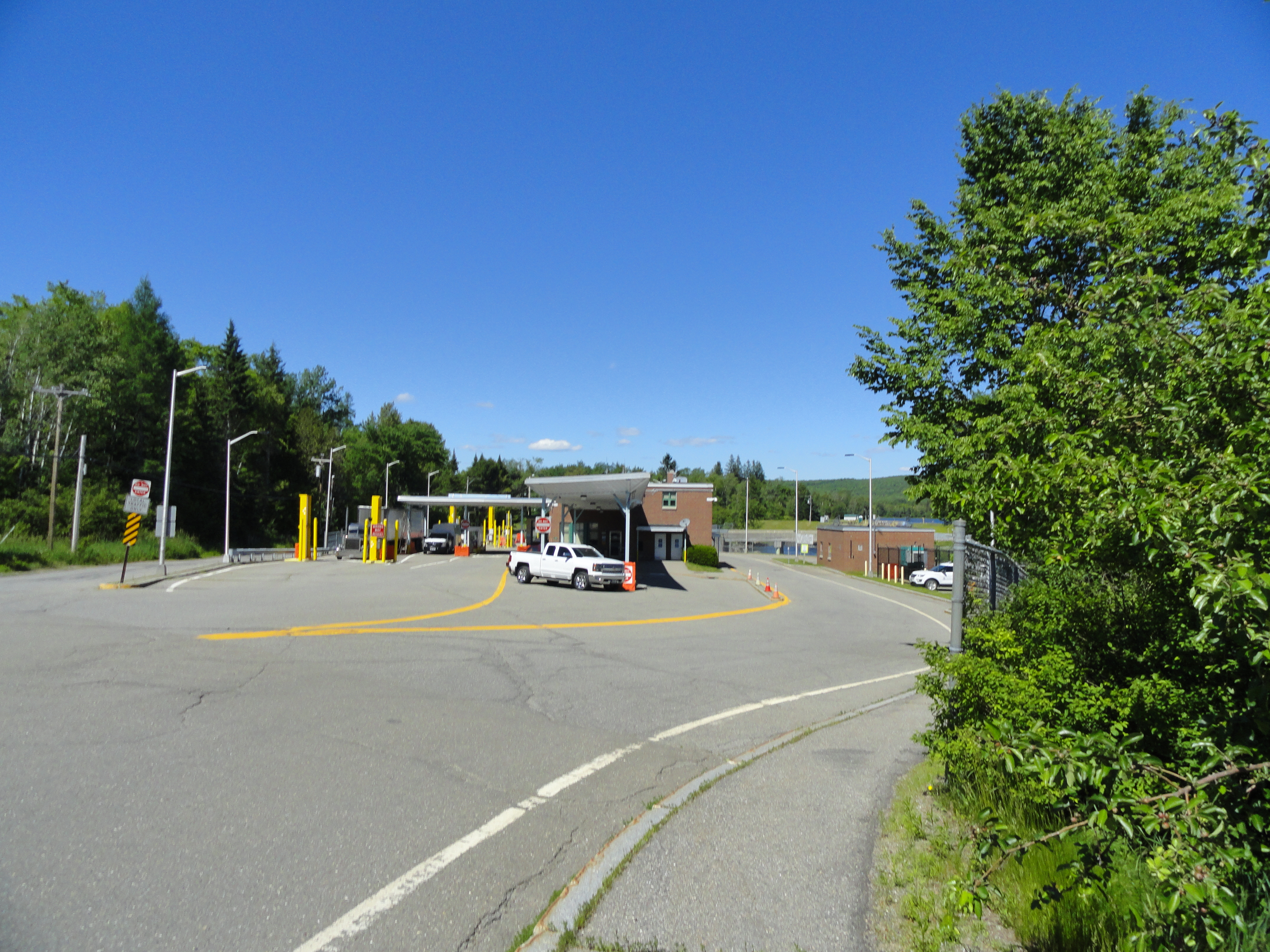
Hraniční přechod mezi USA a Kanadou
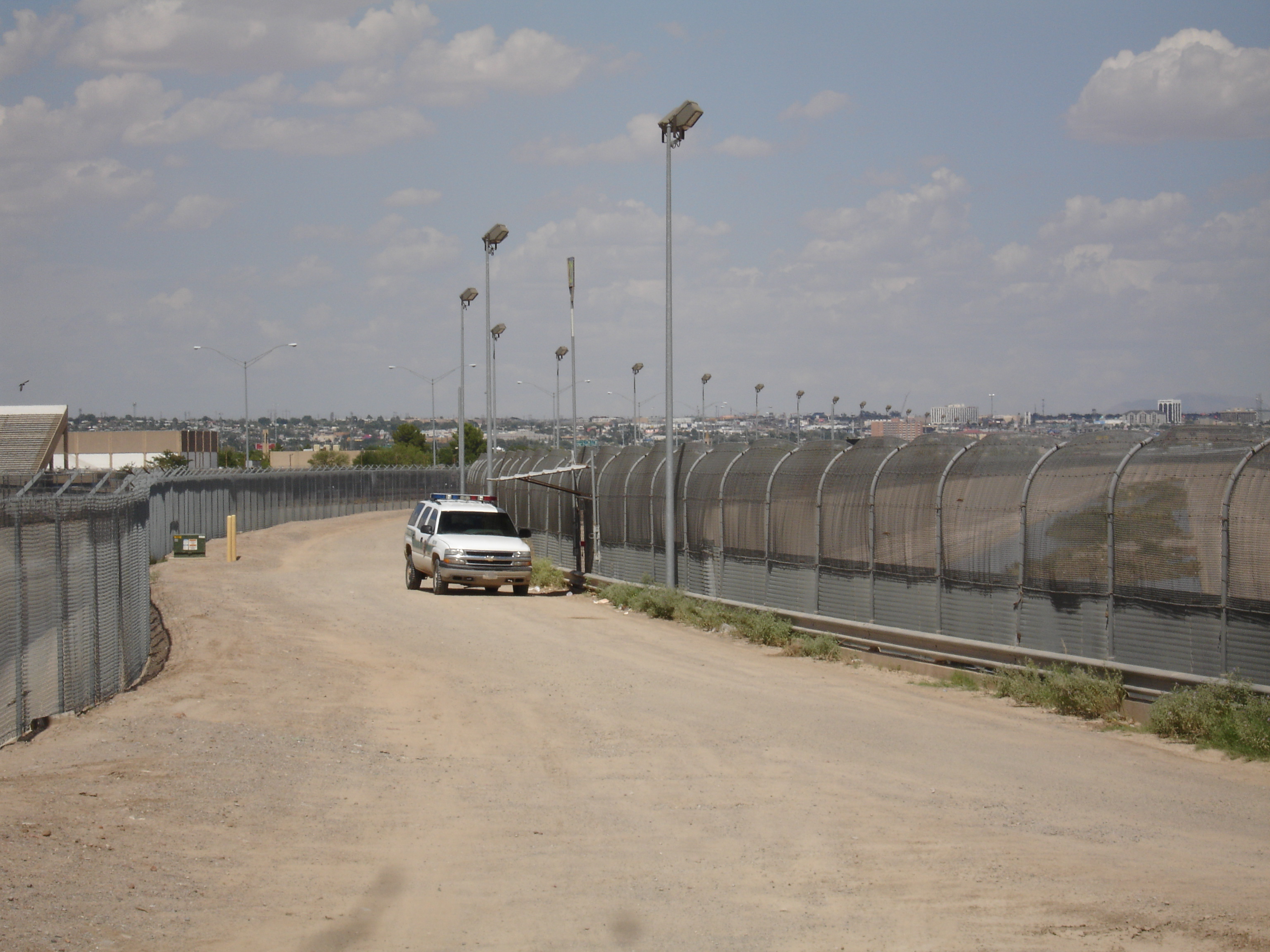
Hraniční plot na hranicích USA a Mexika